# Kohoutek 4-55
Kohoutek 4-55 (w skrócie  PN K 4-55) – mgławica planetarna znajdująca się w konstelacji Łabędzia. Została skatalagowana przez Luboša Kohoutka w jego Catalogue of Galactic Planetary Nebulae (1967). Mgławica ta jest odległa około 4600 lat świetlnych od Ziemi.
Ta mgławica planetarna powstała z zewnętrznych warstw czerwonego olbrzyma, którzy odrzucił je w przestrzeń międzygwiezdną w późnym etapie swojego życia. Promieniowanie ultrafioletowe emitowane z pozostałego gorącego jądra gwiazdy jonizuje wyrzucone obłoki gazu, powodując ich blask. Wyjątkowość K 4-55 stanowi jej jasny wewnętrzny pierścień posiadający dwubiegunową strukturę. Jest ona otoczona przez znacznie słabsze czerwone halo powstałe w wyniku emisji azotu. Takie warstwowe powłoki są dość rzadkie w wypadku mgławic planetarnych.
Obraz wykonany Teleskopem Hubble'a powstał 4 maja 2009. Kolory wskazują na skład poszczególnych emisji gazów w mgławicy: czerwony reprezentuje azot, zielony wodór, a niebieski tlen.